# Amerykańska Akademia Sztuk i Nauk

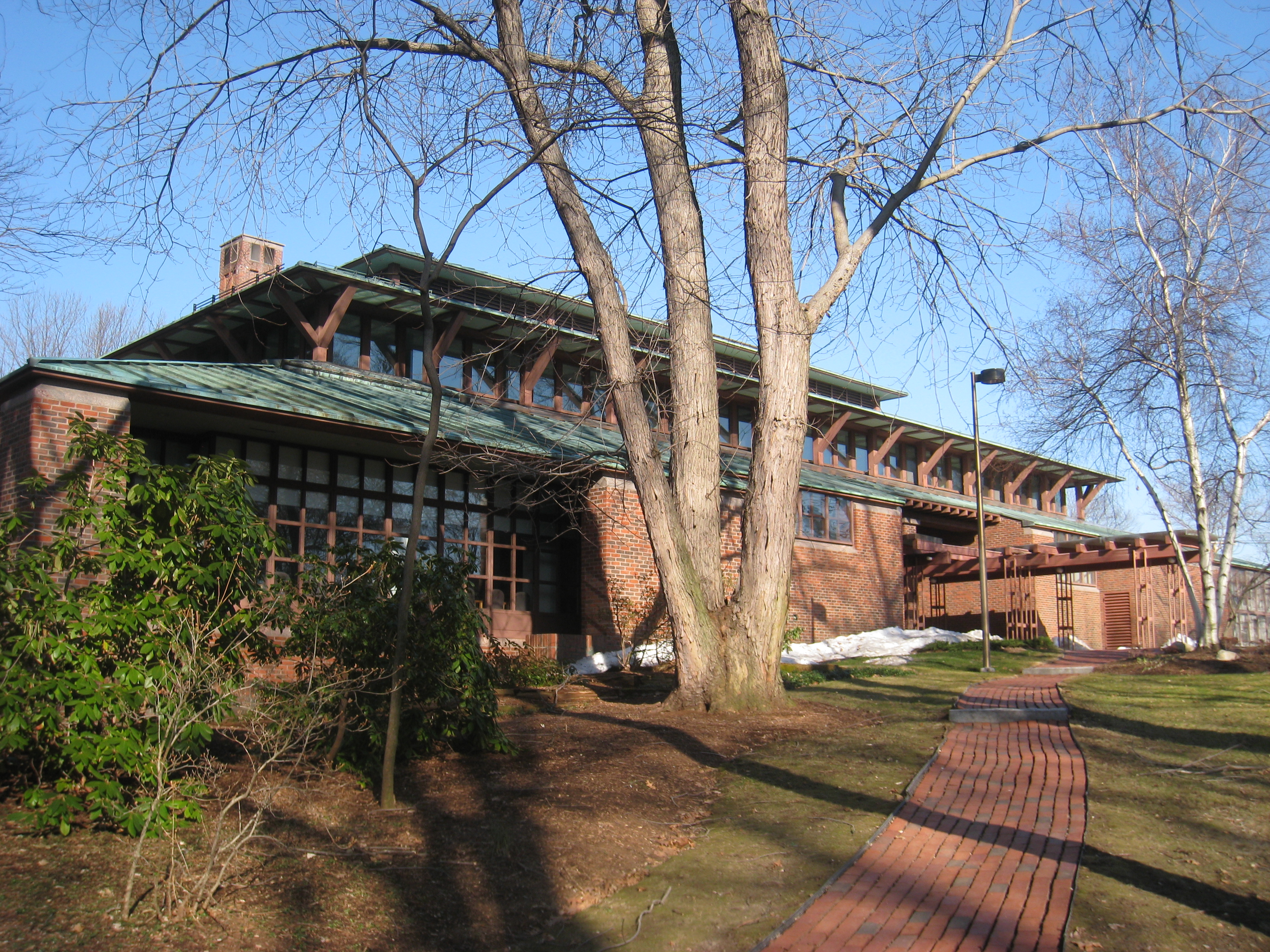
Budynek Amerykańskiej Akademii Sztuk i Nauk w Cambridge

Amerykańska Akademia Sztuk i Nauk (ang. American Academy of Arts and Sciences) – jedno z najstarszych amerykańskich stowarzyszeń naukowych oraz niezależny ośrodek badawczy znajdujący się w Cambridge (w Stanach Zjednoczonych), który prowadzi wielodyscyplinarne badania złożonych oraz wschodzących problemów. Członkowie Akademii są liderami w dyscyplinach akademickich, sztuce, biznesie i sprawach publicznych.
Instytucja ta została założona podczas rewolucji amerykańskiej przez Johna Adamsa, Johna Hancocka i Jamesa Bowdoina. W 1780 dołączył do nich Robert Treat Paine, wraz z 58 liderami lokalnych społeczności. Do tej organizacji wkrótce przystąpili Benjamin Franklin, George Washington, Thomas Jefferson i Alexander Hamilton.
Siedziba Akademii mieści się w budynku zaprojektowanym przez Kallmann McKinnell & Wood. Ośrodek sponsoruje konferencje, organizuje projekty badawcze, a także publikuje kwartalnik „Daedalus”. Akademia ma około 4900 członków, wśród których jest ponad 200 laureatów Nagrody Nobla, oraz 600 zagranicznych członków honorowych.